# Garbage (album)
Garbage is het gelijknamige debuutalbum van Garbage uit 1995.

## Tracklist
1. Supervixen
2. Queer
3. Only Happy When It Rains
4. As Heaven Is Wide
5. Not My Idea
6. A Stroke Of Luck
7. Vow
8. Stupid Girl
9. Dog New Tricks
10. My Lover's Box
11. Fix Me Now
12. Milk